# FN FAL
Az FN FAL (Fusil Automatique Leger, magyarul könnyű automatapuska) a belga Fabrique Nationale de Herstal fegyvergyár által gyártott gépkarabély.

## Leírás
A kézifegyvert a NATO haderői széles körben alkalmazták a hidegháború idején. Később egyes – öntöltő – változatai polgári körökben is elterjedtek, elismert vadász- és sportfegyverré vált. Elterjedtségét az is segítette, hogy az eredeti gyártón kívül több más, nem NATO- és nem kommunista berendezkedésű ország is gyártotta sorozatban. A gépkarabélyt közel 26 ország rendszeresítette haderejében. Ebből fakadóan közismert beceneve a „Szabad világ jobb keze” lett.
A fegyver közvetlen elődjét Dieudonne J. Saive és Ernest Vervier tervezte meg 1947-re gázelvételes, illetve gázdugattyús rendszerrel. A prototípust 1948-ban mutatták be. Ez a német 7,92×33 mm Kurz töltényt tüzelte. Tekintettel arra, hogy a második világháború után az amerikai harcászati vélemények voltak a döntőek (a .30–06 Springfield tölténynél gyengébbet nem támogatták), a NATO 1951-ben a hasonló ballisztikai jellemzőkkel bíró 7,62×51 mm-es puskatöltényt rendszeresítette egységesen. Emiatt a fegyvert alaposan át kellett tervezni. A sikeres teszteket követően – noha az USA-ban az M14 nyert tendert – a legtöbb NATO-tagállam rendszeresítette az új, egységesített tölténnyel együtt. Az NSZK elvetette a rendszeresítését, fő piaci konkurense a hasonló külső megjelenésű, de görgőkkel késleltetett tömegzáras rendszerű, saját fejlesztésű Heckler & Koch G3 lett. Fő feladatköre a Varsói Szerződés tagállamaiban is rendszeresített AK–47-tel egyezett meg, azonban annak teljesítményét a tüzelt tölténytípus miatt jelentősen túllépte.
Helyét a legtöbb haderőben a hidegháború vége felé 5,56x45mm NATO lőszert tüzelő gépkarabélyok vették át.

## Háborús alkalmazás
A gépkarabélyt a forgalomba hozása óta számos katonai konfliktusban használták:
- Hidegháború
- Vietnámi háború
- Falkland-szigeteki háború
- Hatnapos háború
- Rhodéziai bozótháború
- Angolai háború
- Első kongói polgárháború
- Angolai és mozambiki függetlenségi háború
- Sierra-leone-i polgárháború

### Könyvek, monográfiák
- Kiss Á. Péter: A gépkarabély és használata. Zrínyi Kiadó. 51–56. o. ISBN 963-327-317-X